# Vlagtwedde
Vlagtwedde és un antic municipi de la província de Groningen, al nord dels Països Baixos. L'1 de gener del 2009 tenia 16.238 habitants repartits sobre una superfície de 170,51 km² (dels quals 2,84 km² corresponen a aigua).

## Centres de població
Abeltjeshuis, Bakovensmee, Barnflair, Borgertange, Borgerveld, Bourtange, Burgemeester Beinsdorp, De Bruil, Ellersinghuizen, Hanetange, Harpel, Hasseberg, Hebrecht, 't Heem, Jipsingboermussel, Jipsingboertange, Jipsinghuizen, Lammerweg, Laude, Lauderbeetse, Laudermarke, Lauderzwarteveen, Leemdobben, Maten, Munnekemoer, Over de Dijk, Overdiep, Pallert, Plaggenborg, Poldert, Renneborg, Rhederveld, Rijsdam, Roelage, 't Schot, Sellingen, Sellingerbeetse, Sellingerzwarteveen, Slegge, Stakenborg, Stobben, Ter Apel, Ter Apelkanaal, Ter Borg, Ter Haar, Ter Walslage, Ter Wisch, Veele, Veerste Veldhuis, Vlagtwedde, Vlagtwedder-Barlage, Vlagtwedder-Veldhuis, Weende, Weenderveld, Weite, Wessingtange, Wollingboermarke, Wollinghuizen, Zandberg i Zuidveld.

## Administració
El consistori actual, després de les eleccions municipals de 2007, és dirigit per Leontien Kompier. El consistori consta de 17 membres, compost per:
- Partit del Treball, (PvdA) 6 escons
- Gemeenten Belangen, 4 escons
- Crida Demòcrata Cristiana, (CDA) 2 escons
- Partit Popular per la Llibertat i la Democràcia, (VVD) 2 escons
- GroenLinks, 1 escó
- ChristenUnie, 1 escó